# Gerhardus Zandberg
Gerhardus („Gerhard”) Zandberg (ur. 23 kwietnia 1983 w Pretorii) – południowoafrykański pływak, trzykrotny medalista mistrzostw świata.
Jego największym sukcesem jest złoty medal na mistrzostwach świata w Melbourne w 2007 roku w wyścigu na 50 m stylem grzbietowym.